# Зоцівка
Зо́цівка — село в Україні, у Прилуцькому районі Чернігівської області. Населення становить 119 осіб. Входить до складу Парафіївської селищної громади.

## Географія
Село Зоцівка знаходиться на березі річки Верескуни, яка через 5 км впадає в річку Смош, вище за течією на відстані 0,5 км розташоване село Загін, нижче за течією на відстані 2,5 км розташоване село Іваниця. На південно-західній околиці села балка Логвинів Яр впадає у річку Верескуни.
На південний схід від села розташований лісовий заказник «Довгий Яр» і гідрологічний заказник «Довгий Яр».

## Історія
Найдавніше знаходження на мапах 1812 рік як Дворець.
У 1862 році на хуторі володарському Дворець (Зацівка) було 20 дворів, де жило 59 осіб.
У 1911 році на хуторі Зацівка жило 210 осіб

## Відомі люди
- Зінченко Галина Миколаївна — депутат Верховної Ради УРСР 11-го скликання.